# Bi, Bo và Kim Quy
Bi, Bo và Kim Quy là một truyện tranh của Việt Nam do tác giả Quang Toàn sáng tác. Truyện từng được đăng nhiều năm liên tiếp trên các tạp chí dành cho thiếu nhi (ví dụ như báo Nhi đồng) và hiện nay được Nhà xuất bản Kim Đồng ấn hành. Truyện xoay quanh các cuộc phiêu lưu của hai chị em Bi, Bo cùng với Kim Quy, một chú rùa vàng sở hữu nhiều phép thuật kỳ diệu.